# Río Varzuga
El río Varzuga (en ruso: Ва́рзуга) es un río ruso que discurre por la parte meridional de la península de Kola y acaba desaguando en el mar Blanco. Administrativamente, el río pertenece al óblast de Múrmansk de la Federación de Rusia. Tiene una longitud de 254 km y drena una cuenca de 9.840 km², similar a países como Chipre, Kosovo o Jamaica.
El río congela en octubre y se mantiene bajo el hielo hasta mayo.
Es el río más prolífico de pesca del salmón atlántico en la totalidad de la península de Kola. Durante la temporada, se capturan más de 10 000 salmones que son devueltos a este sistema fluvial. Los salmones favoritos son el volcán de Kola, el fuego azul de Kola, el fuego de Kola y el Kolalander.

## Referencias

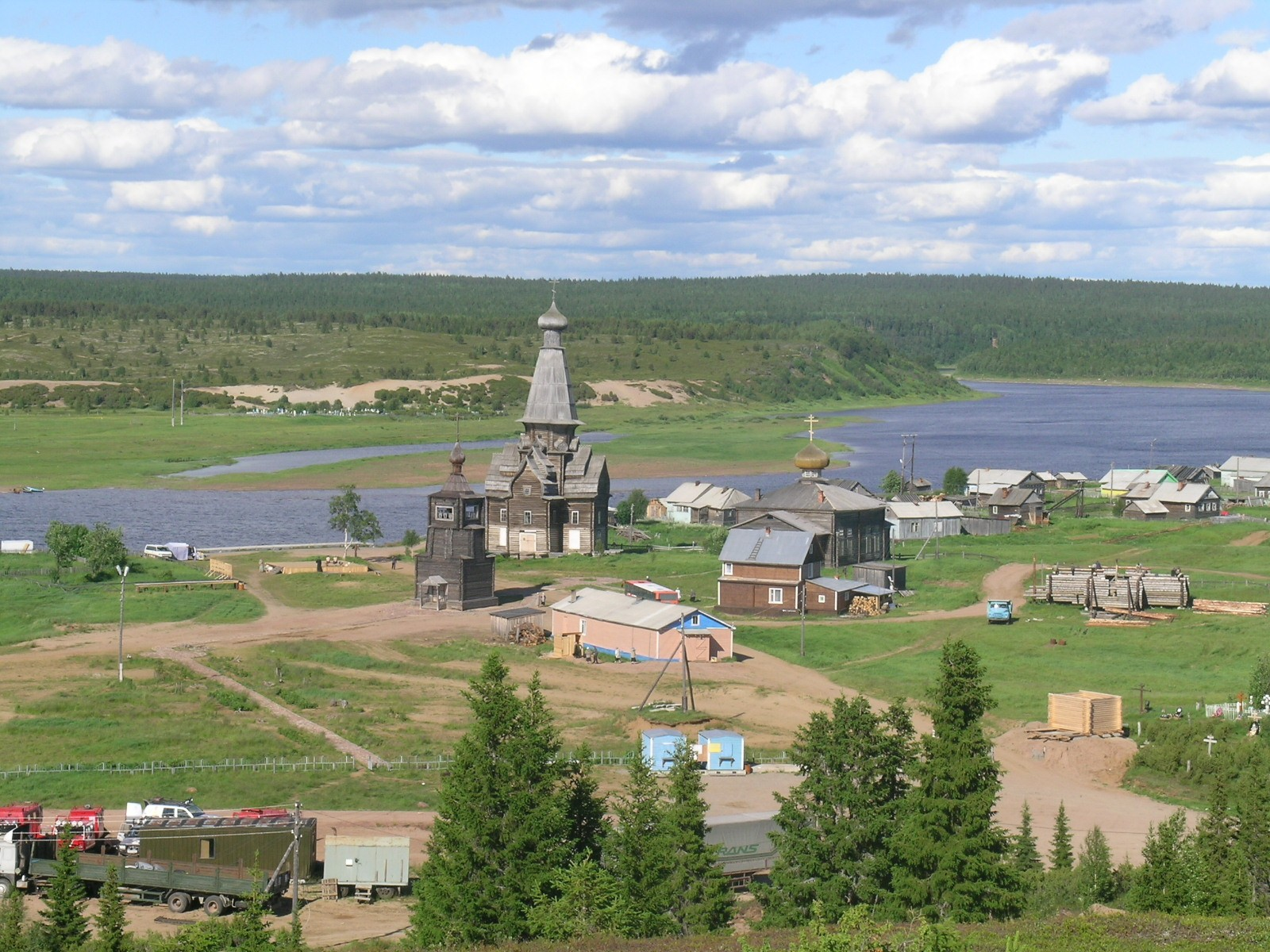
El río en el pueblo homónimo de Varzuga (351 hab. en 2002)